# Matthew McConaughey
Matthew David McConaughey (* 4. listopadu 1969, Uvalde, Texas, USA) je americký herec a producent, dříve známý především z romantických komedií jako Svatby podle Mary, Jak ztratit kluka v 10 dnech nebo Bejvalek se nezbavíš, v současnosti však přijímá více dramatické a vážné role, jako například postavu muže nakaženého HIV ve filmu Klub poslední naděje nebo tajemného detektiva v minisérii Temný případ. Za roli ve filmu Klub poslední naděje si v roce 2014 odnesl svého prvního Oscara.

## Osobní život
Matthew McConaughey se narodil 4. listopadu 1969 jako nejmladší ze tří bratrů v Uvalde v Texasu Mary Kathleen (rozené McCabeové) a Jamesi Donaldovi McConaugheyovým. Matka, která pochází z Trentonu v New Jersey, bývala učitelkou v mateřské škole a také spisovatelkou. Otec, pocházející z Louisiany, byl majitel čerpací stanice a hráč amerického fotbalu, který hrál za týmy Kentucky Wildcats a Houston Cougars. Jako mladý byl draftován v NFL týmem Green Bay Packers, avšak v lize si nikdy nezahrál. V roce 1992 zemřel na infarkt. Jeho rodiče byli spolu oddáni hned třikrát, když byli mezi sňatky navzájem dvakrát rozvedeni, aniž by o tom některé z dětí vědělo. Má skotské, anglické, irské, švédské a německé kořeny. Je příbuzný s konfederačním brigádním generálem Dandridgem McRaem. Byl vychovávan v metodistickém duchu.
V roce 1980 se přestěhoval do Longview v Texasu, kde studoval na tamní škole. V roce 1988 žil jako výměnný student jeden rok v Austrálii. Na podzim roku 1989 začal se studiem na Texaské univerzitě komunikací, kde na jaře 1993 absolvoval s bakalářským titulem ze studia Radio-Televize-Film. Během pobytu na škole byl členem bratrstva Delta Tau Delta. Po absolvování komunikací chtěl jít na metodistickou univerzitu v University v Texasu, dokud mu bratr řekl, že školné ze soukromé školy by bylo velkou finanční zátěží pro jejich rodinu. Na škole chtěl studovat právnický obor, ale uvědomil si, že se nechce stát právníkem.
Mezi jeho partnerky patřily Ashley Judd, Sandra Bullock, Penélope Cruzová, Salli Richardson nebo Janet Jacksonová. V současné době žije v Malibu se svou manželkou Camilou Alves, se kterou se seznámil v roce 2007 a oženil v roce 2012. Pár má spolu tři děti - syna Leviho Alvese McConaugheyho (nar. 7. července 2008) ,dceru Vidu Alves McConaughey (nar. 3. ledna 2010), druhý syn, Livingston, se narodil 28.12.2012.

## Kariéra
Svoji hereckou kariéru zahájil v roce 1991 během studia na univerzitě v reklamách. Svoji první filmovou roli vytvořil ve snímku Omámení a zmatení. Poté, co ztvárnil několik menších rolí, přišel v roce 1996 průlom v podobě role právníka Jakea Brigance ve filmu Čas zabíjet podle stejnojmenné knihy Johna Grishama.
Poté byl obsazován do mnoha hlavních rolí ve filmech jako Kontakt, Amistad, Newton Boys, Ed TV nebo Ponorka U-571. Následovalo několik rolí v romantických komediích jako Svatby podle Mary, Jak ztratit kluka v 10 dnech, oba tyto filmy byly komerčně úspěšné. Hasiče si zahrál v nízkorozpočtovém filmu Ďáblíci s Rene Russovou, chráněnce Al Pacina ztvárnil ve filmu Maximální limit a sériového vraha ve snímku Lovec démonů s Billem Paxtonem. V roce 2005 se objevil vedle Penélope Cruzová a Stevea Zahna ve filmu Sahara. Ve témže roce byl časopisem People označen za nejvíce sexy muže roku.
V roce 2006 se vedle Sarah Jessicy Parkerové objevil v komerčně úspěšné romantické komedii Lemra líná a ve fotbalovém dramatu Návrat na vrchol. O rok později se objevil ve filmu Bena Stillera Tropická bouře, kde nahradil Owena Wilsona.
V roce 2011 se objevil v roli právníka ve filmu Obhájce, o rok později ztvárnil uprchlíka v dramatu Mud. Bezpochyby zatím jeho nejúspěšnějším rokem v kariéře je rok 2013, kdy si zahrál muže nakaženého HIV a bojujícího proti farmaceutickým společnostem ve filmu podle skutečné události Klub poslední naděje; za tuto roli pak dostal v roce 2014 svého prvního Oscara. Ve stejném roce se také objevil v menší roli ve filmu Vlk z Wall Street a také dokončil natáčení detektivního seriálu Temný případ, který měl premiéru na začátku roku 2014 a dnes je považován za jeden z nejlepších seriálů vůbec (na ČSFD v žebříčku na 3. místě, na IMDB na 2. místě; stav k 8. 3. 2014).

## Filmografie

### Film

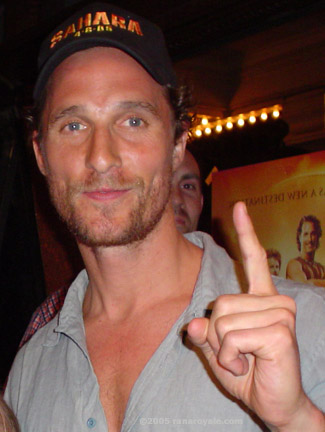
Na premiéře filmu Sahara v texaském Austinu v březnu 2005

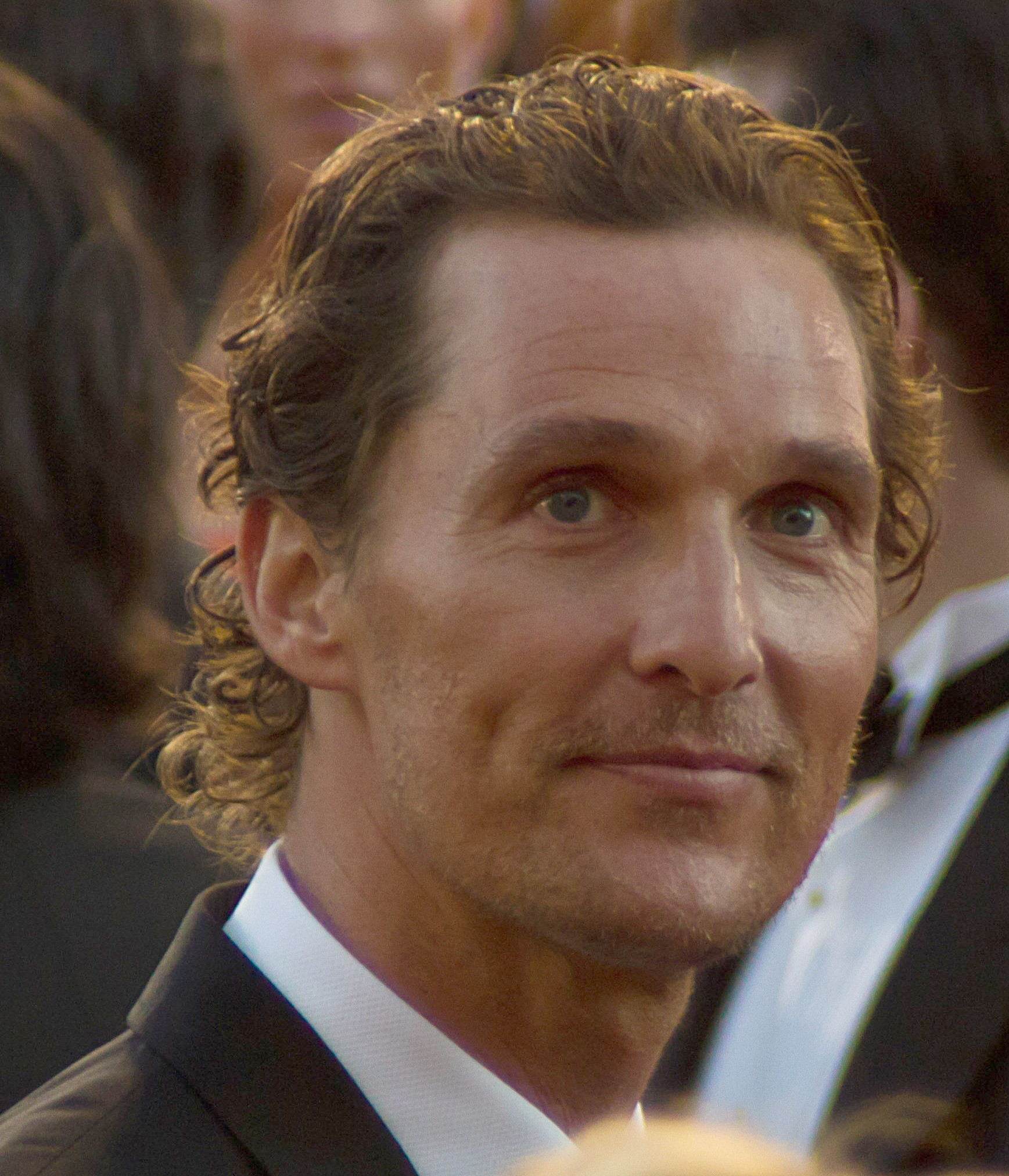
Během 83. ročník udílení Oscarů v roce 2011

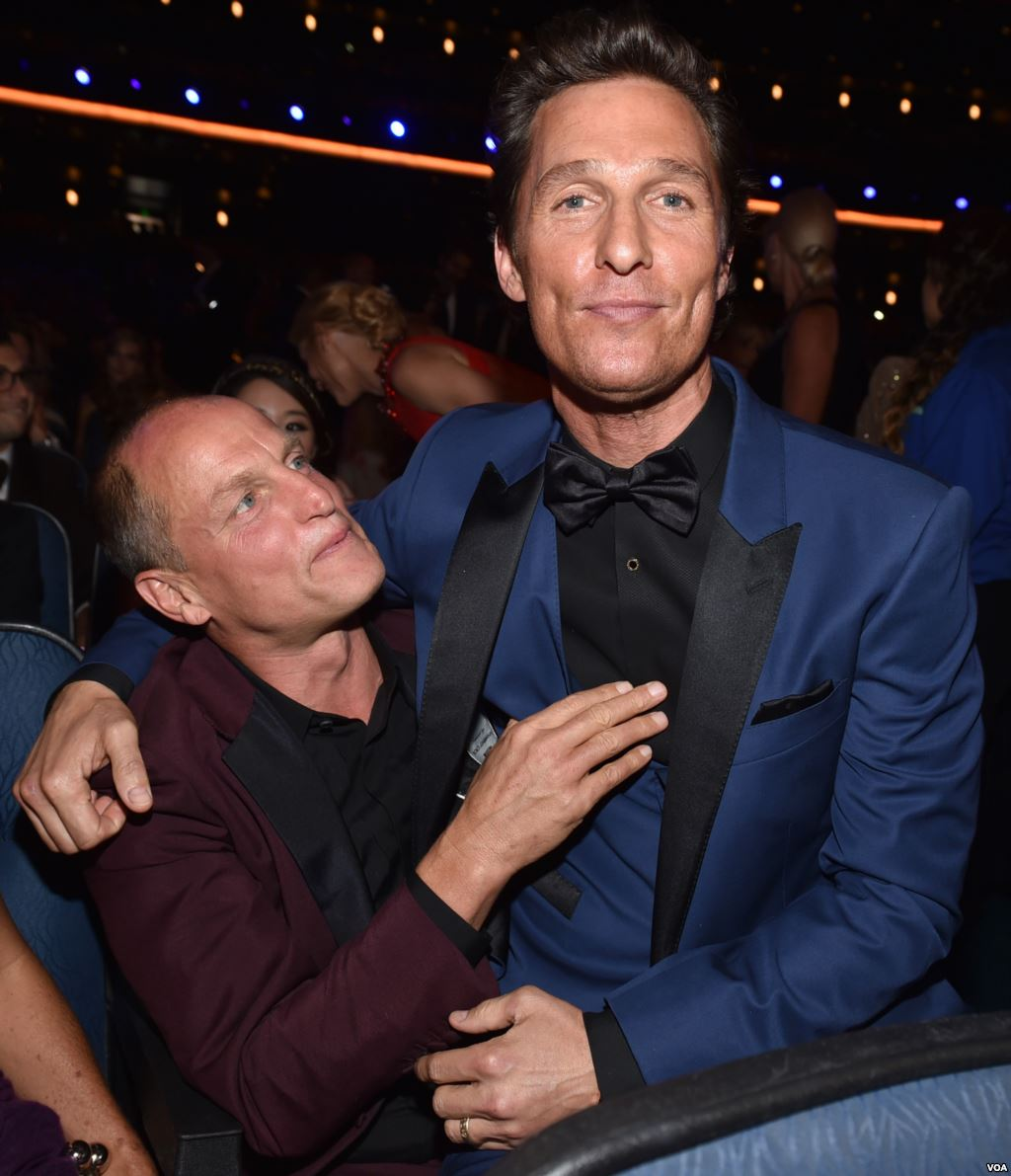
Matthew McConaughey (vpravo) s kolegou z Temného případu Woodym Harrelsonem (vlevo) na 66. ročníku udílení cen Emmy v roce 2014

| Rok  | Název                        | Role                  | Poznámky |
| ---- | ---------------------------- | --------------------- | -------- |
| 1993 | My Boyfriend's Back          | muž                   |          |
| 1993 | Omámení a zmatení            | David Wooderson       |          |
| 1994 | Andělé                       | Ben Williams          |          |
| 1994 | Masakr v Texasu              | Vilmer Slaughter      |          |
| 1995 | Dámská jízda                 | Abe                   |          |
| 1995 | Glory Daze                   | Rental Truck Guy      |          |
| 1996 | Osamělá hvězda               | Buddy Deeds           |          |
| 1996 | Čas zabíjet                  | Jake Tyler Brigance   |          |
| 1996 | Větší než život              | Tip Tucker            |          |
| 1996 | Scorpion Spring              | El Rojo               |          |
| 1997 | Kontakt                      | Palmer Joss           |          |
| 1997 | Amistad                      | Roger Sherman Baldwin |          |
| 1998 | Newton Boys                  | Willis Newton         |          |
| 1998 | Vítejte v Hollywoodu         | sebe                  |          |
| 1999 | Ed TV                        | Ed 'Eddie' Pekurny    |          |
| 2000 | Ponorka U-571                | Andrew Tyler          |          |
| 2001 | Svatby podle Mary            | Steve Edison          |          |
| 2001 | Třináct rozhovorů o tomtéž   | Troy                  |          |
| 2001 | Lovec démonů                 | Fenton Meiks          |          |
| 2002 | Království ohně              | Denton Van Zan        |          |
| 2003 | Jak ztratit kluka v 10 dnech | Ben Barry             |          |
| 2003 | Ďáblíci                      | Steven Bedalia        |          |
| 2005 | Sahara                       | Dirk Pitt             |          |
| 2005 | Maximální limit              | Brandon               |          |
| 2006 | Návrat na vrchol             | Jack Lengyel          |          |
| 2006 | Lemra líná                   | Tripp                 |          |
| 2008 | Bláznovo zlato               | Finn                  |          |
| 2008 | Tropická bouře               | Rick Peck             |          |
| 2008 | Surfařská svoboda            | Steve Addington       |          |
| 2009 | Bejvalek se nezbavíš         | Connor Mead           |          |
| 2011 | Bernie                       | Danny Buck            |          |
| 2011 | Zabiják Joe                  | Joe Cooper            |          |
| 2011 | Obhájce                      | Mick Haller           |          |
| 2012 | Reportér                     | Ward Jensen           |          |
| 2012 | Bahno z Mississippi          | Mud                   |          |
| 2012 | Bez kalhot                   | Dallas                |          |
| 2013 | Vlk z Wall Street            | Mark Hanna            |          |
| 2013 | Klub poslední naděje         | Ron Woodroof          |          |
| 2014 | Interstellar                 | Cooper                |          |
| 2015 | The Sea of Trees             | Arthur Brennan        |          |
| 2016 | Boj za svobodu               | Newton Knight         |          |
| 2016 | Kubo a kouzelný meč          | Beetle/Hanzo (hlas)   |          |
| 2016 | Zpívej                       | Buster Moon (hlas)    |          |
| 2016 | Zlato                        | Kenny Wells           |          |
| 2017 | Temná věž                    | Walter Padick         |          |
| 2018 | Mladý gangster               | Richard Wershe Sr.    |          |
| 2019 | Ticho před bouří             | Baker Dill            |          |
| 2019 | The Beach Bum                | Moondog               |          |
| 2020 | Gentlemani                   | Mickey Pearson        |          |
| 2021 | Zpívej 2                     | Buster Moon (hlas)    |          |

### Televize
| Rok       | Název                    | Role | Poznámky                                |
| --------- | ------------------------ | --- | --------------------------------------- |
| 1992      | Nevyjasněné záhady       | Larry Dickens                                                                                                  | díl 5.12                                |
| 1999      | Tatík Hill a spol.       | Rad Thibodeaux (hlas)                                                                                          | díl: „The Wedding of Boby Hill“         |
| 2000      | Sex ve městě             | Sám sebe | díl: „Útěk z New Yorku“                 |
| 2003      | Saturday Night Live      | Moderátor | díl: „Matthew McConaughey/Dixie Chicks“ |
| 2003      | Freedom: A History of US | Charles Fenno Hoffman / Alexander H. Stephens / Captain W. W. Wood / Andrew Johnson / John Swinton/ Mark Twain | 6 dílů                                  |
| 2010–2012 | Nahoru a dolů            | Roy McDaniel / Texas Scout                                                                                     | 3 díly                                  |
| 2014      | Temný případ             | Rustin "Rust" Cohle                                                                                            | 1. řada, také výkonný producent         |
| 2015      | Saturday Night Live      | Moderátor | díl: „Matthew McConaughey/Adele“        |